# Léopold Manen
Pour les articles homonymes, voir Manen.
Eugène Hyppolyte Léopold Marie Manen, né à Toulouse le 30 juillet 1829, décédé à Paris (7e) le 21 mai 1897 est un ingénieur hydrographe français, ingénieur en chef de la Marine, chef du service de l'hydrographie générale de la Marine, membre correspondant de l'Académie des sciences.

## Biographie
Il entre à l'École polytechnique en septembre 1849 et en sort ingénieur hydrographe en octobre 1851. Il embarque alors sur le Météore et fait campagne sur les côtes italiennes (1852-1853). 
Sous-ingénieur de 2e classe (octobre 1853), il travaille à l'hydrographie de la mer Noire et de la mer de Marmara puis prend part à la guerre de Crimée en continuant ses travaux malgré les combats. Il effectue ainsi les levés des secteurs de Sébastopol, de Kertch et de Kinbourn et établit une carte du Bosphore avant de rentrer en France. Il hydrographie ensuite l'embouchure de la Seine (1856) puis en 1857, sert de nouveau sur le Météore sur les côtes d'Italie avant de passer en 1858 sur le Laborieux dans la région de Rochefort. 
En 1859, il est affecté à la mission hydrographique d'Extrême-Orient et est nommé sous-ingénieur de 1re classe en septembre 1860. Jusqu'en 1864, il travaille sur les côtes de Chine et d'Indochine et dresse un remarquable atlas de la Basse-Cochinchine. En 1864, il est missionné à Toulon et travaille à une base destinée à procéder aux essais de vitesse des navires construits à La Seyne. Il est envoyé en 1865 au Dépôt des cartes et plans de la Marine où il devint directeur du service des mers de Chine et d'Indochine. 
Ingénieur hydrographe de 2e classe (décembre 1866), il sert en 1868 sur le Chamois et travaille aux levés de l'estuaire de la Gironde, travail qu'il entreprend jusqu'en 1875 sur plusieurs campagnes. 
Lors de la Guerre de 1870, il est envoyé à l'état-major de l'amiral Camille Clément de La Roncière-Le Noury et participe activement aux luttes du siège de Paris. Il est en 1872 chargé de rassembler tous les documents sur le rôle de la marine lors des opérations. Il entre aussi à la Commission nautique devant étudier le projet de service maritime entre Calais et l'Angleterre et continue sur le Phoque ses levés de la Gironde. 
En 1876, il devient membre de la commission chargée de baliser la Gironde et est nommé ingénieur hydrographe de 1re classe en août 1879. De 1882 à 1886, il dirige sur le Linois et la Provençale la mission hydrographique de Tunisie et reçoit pour ses travaux en février 1885 un prix de l'Académie des sciences. 
Membre du Bureau des longitudes, il poursuit ses travaux sur la Gironde de 1886 à 1889 sur le Travailleur puis sur le Castor (1890) et prend part aussi en 1888 aux travaux de la commission chargée d'étudier la création du port de Bizerte. 
Ingénieur en chef (janvier 1891), il est élu membre correspondant de l'Académie des sciences en février 1892 et prend sa retraite en juin 1894.

## Récompenses et distinctions
- Chevalier (4 août 1858), Officier (30 août 1861) puis Commandeur de la Légion d'honneur (11 juillet 1892).

## Ouvrages
- Reconnaissance de l'embouchure de la Gironde en 1874, 1878